# Moment (Album)
Moment ist das zwölfte Studioalbum der schwedischen Melodic-Death-Metal-Band Dark Tranquillity. Es erschien am 20. November 2020 über Century Media und wurde 2021 beim schwedischen Musikpreis Grammis in der Kategorie Hardrock/Metal ausgezeichnet.

## Entstehung
Sänger Mikael Stanne erklärte während eines Interviews beim Hellfest im Juni 2019, dass die Band Ideen für ein neues Album sammelt. Nach einer langen Tour wollte die Band 2019 nur einige Festivals spielen und sich auf das Songwriting zu konzentrieren. Gründungsmitglied und Gitarrist Niklas Sundin erklärte im März 2020 seinen Ausstieg aus der Band. Er hatte bereits seit 2016 keine Konzerte mehr für die Band gespielt und wurde durch Johan Reinholdz von der Band Andromeda bzw. Christopher Amott (ex-Arch Enemy) ersetzt. Sundin bleibt aber mit der Band verbunden und entwarf das Albumcover.
Am 30. März 2020 begannen die Aufnahmen. Gleichzeitig wurden Christopher Amott und Johan Reinholdz als neue feste Bandmitglieder vorgestellt. Das Grundgerüst der neuen Lieder stammt wie bisher von Martin Brändström und Schlagzeuger Anders Jivarp. Jedoch beteiligten sich die beiden neuen Bandmitglieder ebenfalls am Songwriting. Da durch die COVID-19-Pandemie keine Konzerte möglich waren nahm sich die Band mehr Zeit mit den Aufnahmen. Laut Mikael Stanne bekam die Band „neues Selbstvertrauen“ und traute sich, „mit anderen Klängen zu spielen und zu perfektionieren, was sonst basischer geblieben wäre“.

„Sonst überlegt man, wie ein Live-Publikum auf ein Lied reagieren wird – nun dachten wir darüber nach, wie es unter Kopfhörern klingt, allein, daheim, im Dunkeln.“

Stanne ergänzte, dass das neue Album musikalisch näher an Dark Tranquillitys Album Projector aus dem Jahre 1998 wäre als jedes vorherige Album.Moment wurde in den Göteborger Tonstudios Nacksving Studios und Rogue Music aufgenommen und vom Keyboarder Martin Brändström produziert. Jens Borgren übernahm in den Fascination Street Studios das mischen und mastern. Für die Lieder Phantom Days, The Dark Unbroken und Eyes of the World wurden Musikvideos veröffentlicht.

## Hintergrund
Der Albumtitel Moment reflektiert laut Mikael Stanne Augenblicke der Entscheidung und der Offenbarung. Laut Stanne könne „ein Moment alles verändern“ und „ein Gedanke die eigene Haltung revolutionieren“. Eine „einzige Entscheidung könne jemanden auf einen völlig unerwarteten Weg führen“ und „etwas Gelerntes könne die eigenen Gedanken grundlegend ändern“.

„Es geht um unvorhergesehene Umstände, die dich woanders hinführen, und darum, auf gewissen Informationen basierend Lebensentscheidungen zu treffen. So kannst du eine Art Offenbarung erleben, indem du etwas erfährst, wovon du zuvor keine Ahnung hattest, sodass sich deine Einstellung und deine Ansichten ändern. Solche großen Momente, die das eigene Weltbild komplett auf den Kopf stellen, damit wollte ich mich auf diesem Album auseinander setzen.“

Wie bereits auf dem Vorgängeralbum Atoma ließ sich Stanne in seinen Texten vom „Hineinhören in sich selbst“ inspirieren. Das Lied Standstill beschreibt das Verharren einer Person in einer erkalteten Beziehung. In Truth Divided behandelt die neuen Probleme, die sich nach dem Ende einer Beziehung ergeben. Mikael Stanne kommentierte dazu, dass er in seinen Texten Probleme beleuchtet und Fragen aufwirft, um sich besser zu verstehen, anstatt einfach weiterzumachen.

## Rezeption

### Rezensionen
Das deutsche Magazin Rock Hard kürte Moment gemeinsam mit dem Album Genesis XIX von der Band Sodom zum „Album des Monats“. Alexandra Michels schrieb, dass Dark Tranquillity „eine der wenigen Bands sind, denen es gelingt, sich einerseits treu zu bleiben, andererseits aber auf jedem Album anders zu klingen“. Sie lobte ferner den „absolut herausragenden“ Sänger Mikael Stanne, der gesanglich „noch eine Schippe draufgelegt hätte“. Da man sich „die Suche nach Füllern sparen könne“ vergab Michels 8,5 von zehn Punkten. Andreas Schiffmann vom Onlinemagazin Musikreviews.de schrieb, dass die Band „vorbildhaftes Songwriting demonstriert“ mit „immer noch dicken Wurzeln im skandinavischen Melodic Death Metal, wie es sonst niemand in der gegenwärtigen Szene beherrsche“. Das Album bietet „vertonte Konsolidierung, versetzt mit ein paar frischen Spritzern und einigen der stärksten Lyrics, die ihr Frontmann jemals geschrieben hat“. Schiffmann vergab zwölf von 15 Punkten.

### Chartplatzierungen
| ChartsChartplatzierungen | Höchstplatzierung | Wochen |
| ------------------------ | ----------------- | ------ |
| Deutschland (GfK)        | 17 (1 Wo.)        | 1      |
| Österreich (Ö3)          | 24 (1 Wo.)        | 1      |
| Schweden (GLF)           | 14 (1 Wo.)        | 1      |
| Schweiz (IFPI)           | 16 (1 Wo.)        | 1      |